# Herbert Otto Gille
Herbert Otto Gille (8 de març de 1897 – 26 de desembre de 1966) va ser un general alemany, condecorat amb la Creu de Cavaller de la Creu de Ferro amb Fulles de Roure, Espases i Diamants i amb la Creu Alemanya en Or, sent el membre de les Waffen-SS amb les condecoracions més altre de la Segona Guerra Mundial. Al final de la guerra tenia el rang de SS-Obergruppenfuhrer und General der Waffen-SS.

## Biografia
Nascut a Gandersheim, Gille començà la seva carrera militar com a tinent d'artilleria durant la I Guerra Mundial, guanyant la Creu de Ferro de 1a classe. Abandonà l'exèrcit el 1919 i treballà en tasques agrícoles i com a venedor de cotxes fins al 1931, quan s'uní al Partit Nazi i a les Waffen-SS. Es casà amb Sophie Charlotte Mennecke el 4 de gener de 1935, amb qui va tenir una filla, nascuda el 9 d'octubre de 1935.
El 1934 tornà a ser donat d'alta al servei per les SS, sent nomenat comandant de companyia a Ellwangen, més tard comandant de batalló del regiment SS Germania a Arolsen. Posteriorment serví com a comandant d'una unitat d'artilleria a Jueterbog. Com a comandant del 1r batalló del V Regiment d'Artilleria-SS Gille participà en la invasió de Polònia i en la campanya occidental. El 1940 comandà el regiment d'artilleria de la 5a Divisió Panzer SS, comandada pel SS-Obergruppenführer Felix Steiner.
Després de l'atac a la Unió Soviètica Gille, com a comandant d'una unitat avançada, arribà a la regió del Kuban rebé la Creu de Cavaller de la Creu de Ferro el 8 d'octubre de 1942. Poc després comandaria la divisió Wiking (l'anterior 5a divisió Panzer SS) al front oriental. A inicis de 1944, Gille va ser instrmental en la retirada del seu comandament i d'altres de l'encerclat Grup Stemmermann a través de les "portes de l'infern a l'encerclament de la caldera de Korsun. Els soviètics superaven en molt a les tropes alemanyes, però fracassaren en tallar la seva retirada, encara que sí que van poder causar greus danys a les formacions alemanyes. Gille rebé els Diamants a la seva Creu de Cavaller amb Fulles de Roure i Espases el 19 d'abril de 1944. poc després de la seva fugida de la Bossa de Txerkassi, Gille i els membres del seu estat major van volar fins a la ciutat encerclada de Kòvel per organitzar la seva defensa davant les tropes de l'Exèrcit Roig. Sota el comandament de Gille les tropes de l'exèrcit i de les Waffen-SS van aconseguir mantenir una vigorosa defensa fins que el setge va aconseguir ser aixecat en aproximar-se unitats alemanyes des de l'oest.
Les seves tropes aguantaren a la frontera de la Prússia oriental amb les de la 3a Divisió Panzer SS Totenkopf i evità el planejat trencament soviètic cap a Berlín a la tardor de 1944, destruint una gran quantitat de tancs soviètics. El gener de 1945 Gille, com a comandant del IV. SS-Panzerkorps, format per les divisions SS 3a i 5a, van ser enviades a Hongria per intentar rellevar la ciutat assetjada de Budapest, missió que es demostrà impossible. Al març de 1945 comandà el IV SS Panzerkorps a la fracassada ofensiva del llac Balaton, i davant la contraofensiva soviètica, el seu cos va haver de recular cap a Àustria.
Quan el final de la guerra era evident, es dirigí cap a les tropes estatunidenques per evitar rendir-se a les soviètiques. Durant 3 anys va ser presoner dels americans, fins al seu alliberament al maig de 1948.
Curiosament, si bé era membre del Partit Nazi des dels inicis, Gille era conegut per ser apolític. Segons Heiz Höhne, Gille era un enigma i un "Nur-Soldat" (soldat i res més), que en una ocasió amenaçà un Weltanschauungsoffizier (oficial polític d'adoctrinament) que l'equip de neteja recolliria els seus uniformes i les seves coses i els faria fora de la unitat.
Gille va ser molt apreciat per les seves qualitats i habilitats tàctiques. Comandà les unitats de les Waffen-SS a nivell de regiment, divisió i cos amb distinció durant la guerra. Gille era popular entre els seus homes per la seva valentia personal; i era conegut pel bastó que habitualment portava.
Després de la guerra treballà per un diari fins al 1958. També va tenir una petita llibreria. Gille va ser el fundador d'una revista per a veterans de la divisió Wiking, la "Wiking Ruf".
El 26 de desembre de 1966 Herbert Otto Gille va morir a causa d'un atac de cor a Stemmen, prop de Hannover. Va ser enterrat al cementiri local de Stemmen.

## Sumari de la carrera

### Historial de promocions
Leutnant: 27 de gener de 1915
 Oberleutnant: 31 de marc de 1919 
 SS-Anwärter: Desembre de 1931
 SS-Scharführer: 1932
 SS-Untersturmführer: 20 d'abril de 1933
 SS-Obersturmführer: 20 d'abril de 1935
 SS-Hauptsturmführer: 9 de novembre de 1935
 SS-Sturmbannführer: 20 d'abril de 1937
 SS-Obersturmbannführer: 19 d'octubre de 1939
 SS-Standartenführer: 30 de gener de 1941
 SS-Oberführer: 1 d'octubre de 1941
 SS-Brigadeführer und Generalmajor der Waffen-SS: 9 de novembre de 1942
 SS-Gruppenführer und Generaleutnant der Waffen-SS: 9 de novembre de 1943
 SS-Obergruppenführer und General der Waffen-SS: 9 de novembre de 1944

### Condecoracions
Creu de Ferro 1914 de 2a Classe
 Creu de Ferro 1914 de 1a Classe
- Anell d'Honor de les SS

 Barra 1939 a la Creu de Ferro de II Classe
 Barra 1939 a la Creu de Ferro de I Classe
  Creu de Cavaller de la Creu de Ferro amb Fulles de Roure, Espases i Diamants
 Creu de Cavaller de la Creu de Ferro – 8 d'octubre de 1942 com SS-Oberführer i comandant del SS-Artillerie-Regiment 5 "Wiking"
 Fulles de Roure – 1 de novembre de 1943 com a SS-Brigadeführer i Generalmajor de les Waffen-SS, i comandant de la SS-Panzergrenadier-Division "Wiking" (315è)
 Espases – 20 de febrer de 1944 com a SS-Gruppenführer i Generalleutnant de les Waffen-SS, i comandant de la SS-Panzergrenadier-Division "Wiking" (47è)
 Diamants – 19 d'abril de 1944 com a SS-Gruppenführer i Generalleutnant de les Waffen-SS, i comandant de la SS-Panzergrenadier-Division "Wiking" (12è)
- Insígnia de l'Assalt General (1941)

 Medalla del 13 de març de 1938
 Medalla de l'1 d'octubre de 1938
 Medalla de la Campanya d'Hivern a l'Est 1941/42
 Creu d'Honor 1914-1918 (1934)
 Creu Alemanya d'Or (1942)
  Creu del Mèrit de Guerra de 2a i 1a classes (Brunswick)
 Orde de la Creu de la Llibertat de 1a classe amb Espases (Finlàndia)
2 mencions al Wehrmachtbericht (6 d'abril de 1944 i 2 de setembre de 1944)